# Vojka
Vojka, ungarisch Véke (bis 1948 slowakisch „Véke“) ist eine Gemeinde im Osten der Slowakei mit 556 Einwohnern (Stand 31. Dezember 2024), die zum Okres Trebišov, einem Kreis des Košický kraj, gehört. Sie ist Teil der traditionellen Landschaft Zemplín.

## Geographie

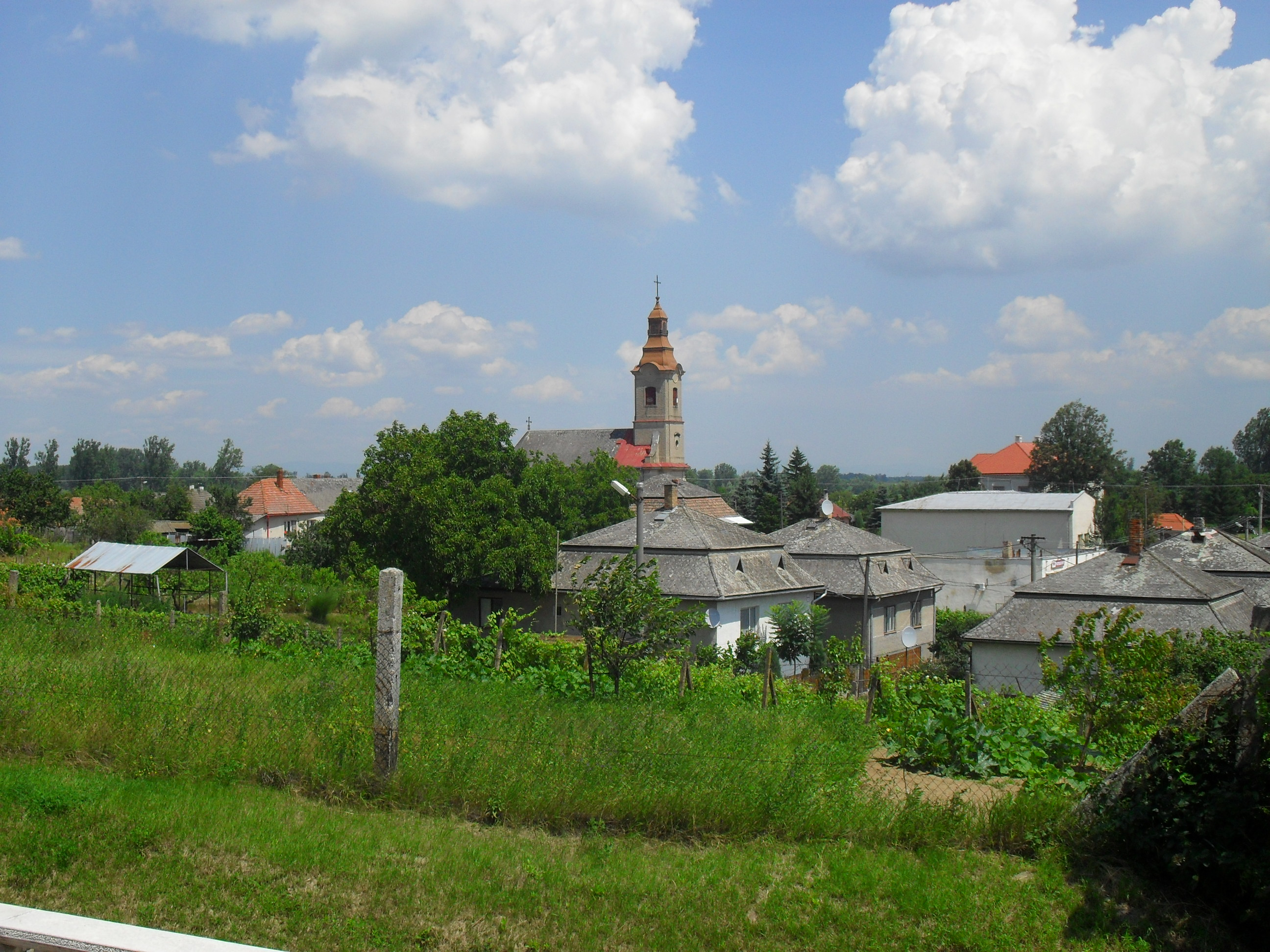
Blick auf Vojka vom örtlichen Friedhof

Die Gemeinde befindet sich im südlichen Teil des Ostslowakischen Tieflands in der Kleinregion Medzibodrožie (ungarisch Bodrogköz), auf einem alten natürlichen Deich der Theiß, deren ehemaliges Flussbett heute als Auengebiet Tice bekannt ist. Das Ortszentrum liegt auf einer Höhe von 105 m n.m. und ist siebeneinhalb Kilometer von Kráľovský Chlmec sowie 54 Kilometer von Trebišov entfernt (Straßenentfernung).
Nachbargemeinden sind Zatín im Norden, Boľ im Nordosten und Osten, Kráľovský Chlmec im Südosten, Svätuše im Süden und Svinice im Westen.

## Geschichte

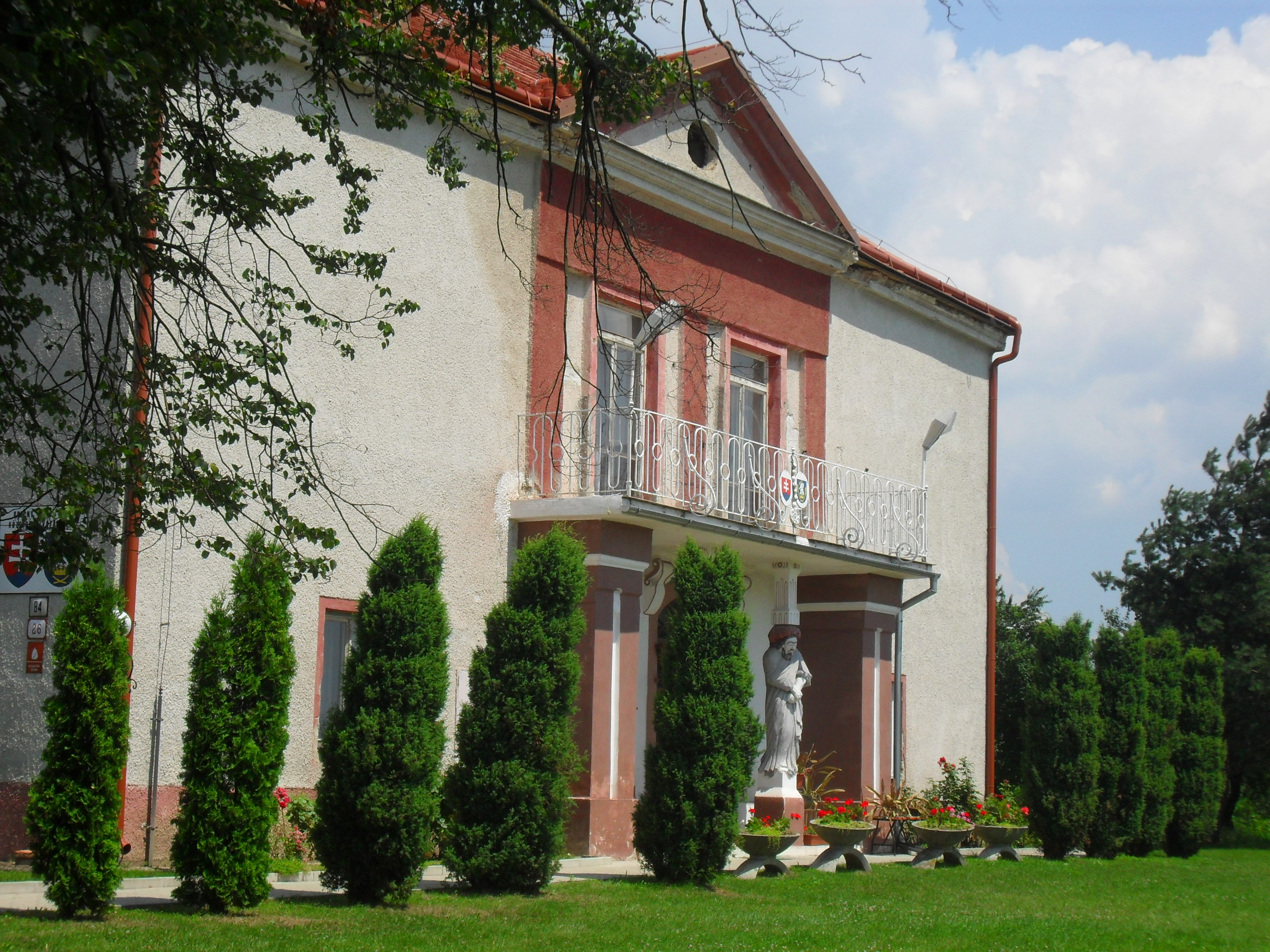
Landschloss und Gemeindeamt

Vojka wurde zum ersten Mal 1245 als Weyka schriftlich erwähnt, weitere historische Bezeichnungen sind unter anderen Veyke (1265), Weyky (1339), Weycha (1388), Weke (1453) und Weke (1786). Das Dorf war Besitz des örtlichen Landadels, im 18. Jahrhundert der Familien Szirmay und Sennyey und im 19. Jahrhundert der Familie Szmrecsányi.
1557 wurde eine Porta verzeichnet. 1787 hatte die Ortschaft 43 Häuser und 337 Einwohner, 1828 zählte man 62 Häuser und 473 Einwohner, die als Korbmacher, Landwirte, Obstbauern und Viehzüchter tätig waren.
Bis 1918/1919 gehörte der im Komitat Semplin liegende Ort zum Königreich Ungarn und kam danach zur Tschechoslowakei beziehungsweise heutigen Slowakei. Auf Grund des Ersten Wiener Schiedsspruchs war der Ort von 1938 bis 1944 noch einmal Teil Ungarns.

## Bevölkerung
| Jahr                | 1994 | 2004     | 2014    | 2024     |
| ------------------- | ---- | -------- | ------- | -------- |
| Anzahl der Personen | 408  | 506      | 503     | 556      |
| Unterschied         |      | +24,01 % | −0,59 % | +10,53 % |

| Jahr                | 2023 | 2024    |
| ------------------- | ---- | ------- |
| Anzahl der Personen | 542  | 556     |
| Unterschied         |      | +2,58 % |

Nach der Volkszählung 2011 wohnten in Vojka 514 Einwohner, davon 346 Magyaren, 95 Roma, 68 Slowaken und drei Tschechen. Ein Einwohner gab eine andere Ethnie an und ein Einwohner machte keine Angabe zur Ethnie.
314 Einwohner bekannten sich zur römisch-katholischen Kirche, 102 Einwohner zur reformierten Kirche, 43 Einwohner zur griechisch-katholischen Kirche, 12 Einwohner zur orthodoxen Kirche und sieben Einwohner zu den Zeugen Jehovas. 32 Einwohner waren konfessionslos und bei drei Einwohnern wurde die Konfession nicht ermittelt.

## Bauwerke und Denkmäler
- römisch-katholische Kirche Christi Himmelfahrt im klassizistischen Stil aus den Jahren 1799–1801[6]
- Landschloss im klassizistischen Stil aus dem Jahr 1791, heute Sitz des Gemeindeamts[7]

## Verkehr
In Vojka endet die Cesta III. triedy 3715 („Straße 3. Ordnung“) von Boľ heraus, mit einem weiteren Abzweig, der Cesta III. triedy 3708, nach Svätuše. Der nächste Bahnanschluss ist in Pribeník an der Bahnstrecke Čierna nad Tisou–Košice.